# Епархијски црквени суд
Епархијски црквени суд је орган епархијског архијереја за црквено судство и послове унутрашње црквене управе.

## Састав
Предсједник епархијског црквеног суда је архијереј, кога по његовом овлашћењу замјењује архијерејски замјеник. Када архијереј предсједава архијерејски замјеник може учествовати у суђењу као члан суда.
Епархијски црквени суд састављају:
- предсједник;
- два почасна члана, који имају замјенике;
- секретар (референт) и
- потребан број нижег особља.

Све особље црквеног суда поставља и отпушта надлежни архијереј и о томе извјештава Свети архијерејски синод.
Дужност црквеносудског тужиоца врши свештено лице које архијереј одреди.

## Одлуке
Предсједник и чланови епархијског црквеног суда дају свој глас при одлучивању потпуно независно, управљајући се у томе по својој савјести, а према одредбама канонско-законским.
Епархијски црквени суд доноси одлуке већином гласова. Гласање почиње од најмлађег члана суда. Члан суда који се не би сложио са донесеном одлуком има право ставити своје писмено образложено одвојено мишљење. Одвојена мишљења не достављају се парничним странама.
Све одлуке епархијског црквеног суда донесене у сједницама у којима није предсједавао епархијски архијереј подносе се њему на сагласност. Ако се архијереј не сложи са одлуком епархијског црквеног суда може да упути предмет на поновну расправу епархијском црквеном суду, а ако епархијски црквени суд остане при својој првобитној одлуци може архијереј доставити предмет са образложеним мишљењем Великом црквеном суду који ће по питању ове несугласности дати своје обавезно упутство. У том случају обуставља се извршење одлука епархијског црквеног суда до одлуке Великог црквеног суда.

## Дјелокруг
Епархијски црквени суд:
- као судски орган:
  - суди кривице свештенства оба реда;
  - суди кривице вјерних које повлаче искључење из црквене заједнице на извесно вријеме или коначно;
  - суди, у својој надлежности, спорове о ваљаности, поништењу и разводу црквеног брака;
  - рјешава сукобе између свештеника, као и спорове због парохијских прихода и због покретног или непокретног црквеног имања које је свештенству одређено на уживање;
- као орган епархијског архијереја за послове унутрашње црквене управе:
  - надзире по упутствима архијереја парохијско свештенство, парохијске канцеларије и архијерејска намјесништва;
  - саопштава и извршава наредбе и одлуке виших црквених судских власти;
  - помаже епархијском архијереју у свима пословима епархијске управе и извршује његова наређења и у пословима који спадају у његову личну надлежност;
  - води бригу, према одредбама Устава, о инвентару епископије у случајевима премјештаја, пензионисања или смрти епархијског архијереја;
  - доноси одлуку о промјенама у црквеним матичним књигама.

Одлуке епархијских црквених судова које не подлијежу разматрању виших власти извршне су, њих извршавају подручни црквени органи.